# Преспа (Софійська область)
Пре́спа (болг. Преспа) — село в Софійській області Болгарії. Входить до складу общини Мирково.

## Населення
За даними перепису населення 2011 року у селі проживали 0 осіб.
Динаміка населення: